# Killing an Arab
"Killing an Arab" é o single de estreia da banda britânica de rock The Cure. Foi gravado ao mesmo tempo que seu álbum de estreia no Reino Unido, Three Imaginary Boys (1979), mas não foi incluída no álbum. No entanto, foi incluída no primeiro álbum e coletânea da banda nos Estados Unidos, Boys Don't Cry (1980). A sua primeira edição saiu em dezembro de 1978, pela pequena editora Small Wonder. Em fevereiro de 1979 foi editado pela Fiction Records.

## Faixas
1. "Killing an Arab"
2. "10:15 Saturday Night"